# Franciscus Fabricius

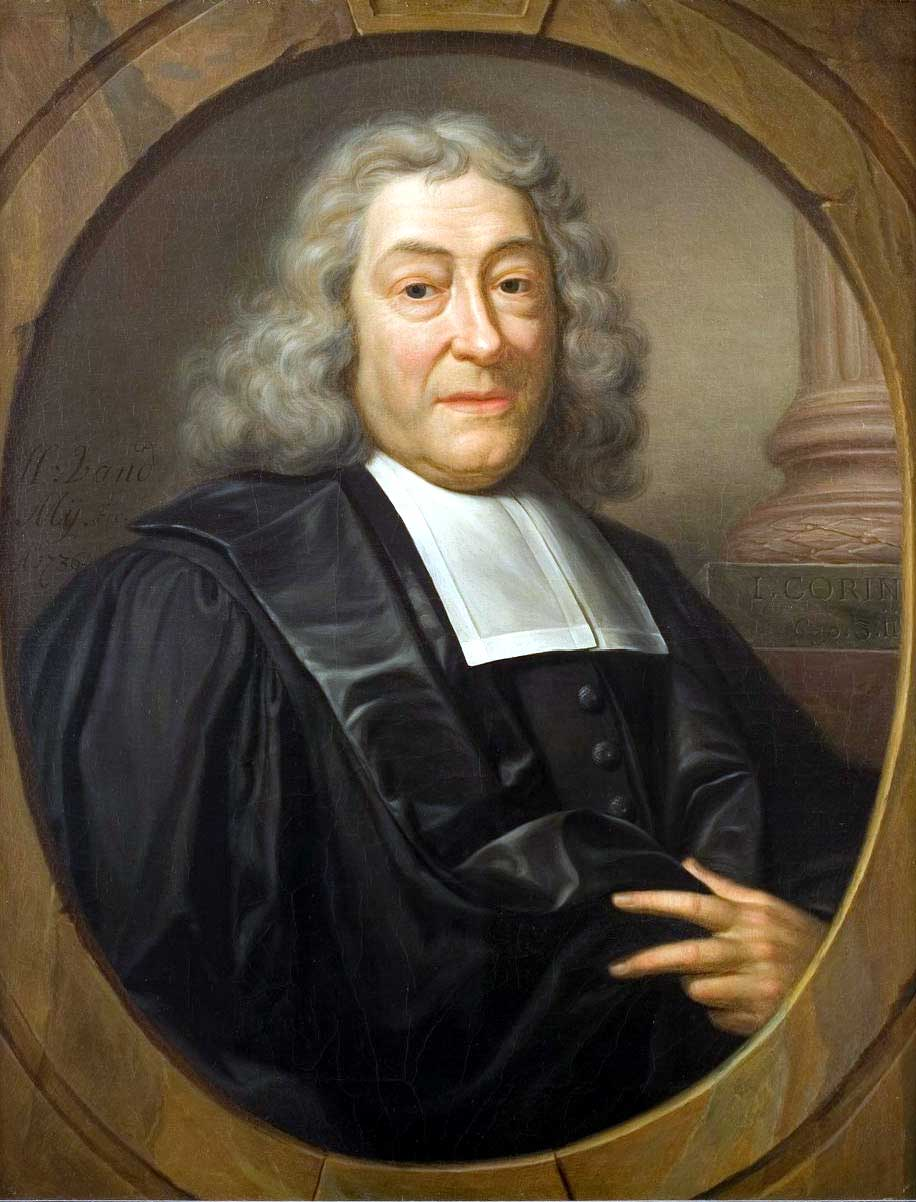
Franciscus Fabricius

Franciscus Fabricius, auch: Franz Fabritius; (* 10. April 1663 in Amsterdam; † 27. Juli 1738 in Leiden) war ein niederländischer reformierter Theologe.

## Leben
Fabricius war ein Sohn des Pfarrers Johannes Fabricius, der in Nieuwkerk starb, und dessen Frau Katharina Felbier. Er verlor seine Eltern im fünften Lebensjahr. Sein Großvater mütterlicherseits Johannes Felbier kümmerte sich danach um die Erziehung des Jungen und schickte ihn an das Athenaeum Illustre Amsterdam, wo er sich einen Bildungsstand erwerben sollte, der es ihm ermöglichen sollte, einen theologischen Beruf zu ergreifen. Hier erlernte er die Grundlagen der orientalischen Sprachen  und erwarb ein erstes Grundgerüst in den theologischen Wissenschaften. 1681 bezog er die Universität Leiden, wo er die Vorlesungen der bedeutendsten Wissenschaftler auf diesem Gebiet besuchte. 1687 wurde er Pfarrer in Velzen und 1696 in Leiden.
Dort erwarb er solche Achtung, dass ihn die Kuratoren der Leidener Hochschule am 8. November 1705 als Nachfolger von Jacobus Trigland dem Jüngeren zum Professor der Theologie beriefen. Nachdem er vom Senat der Leidener Hochschule am 11. Dezember 1705 die Ehrendoktorwürde der Theologie erhalten hatte, trat er am 15. Dezember 1705 den ihm übertragenen Lehrstuhl mit der Einführungsrede De Christo unico ac perpetuo Ecclesiae fundamento (Leiden 1717) an. Er etablierte sich als Theologe der Richtung von Johannes Coccejus und beteiligte sich vor allem an der Ausbildung der Theologen auf dem Gebiet der Homiletik.
Dies brachte ihm am 8. November 1721 einen Lehrstuhl für theologische Rhetorik ein, welche Aufgabe er am 17. Juni 1722 mit der Rede De oratore sacro übernahm. Zudem beteiligte er sich auch drei Mal an den organisatorischen Aufgaben der Hochschule und war in den Jahren 1716/17, 1724/25 und 1736/37 Rektor der Alma Mater. Diese Ämter legte er 1717 mit der Rede De scholis prophetarum, 1725 mit der Rede De scriba, docto in regno coelorum und 1737 mit der Rede De provida christiani praesertim theologi senectute nieder. Aufgrund seines hohen Alters wurde er am 12. Juli 1734 aus seiner Professur entlassen. Die britische königliche Gesellschaft für die Ausbreitung des Evangeliums nahm ihn 1726 als Mitglied auf.
Aus seiner am 20. Februar 1690 geschlossenen Ehe mit Anna van Teylingen stammte der Sohn Johannes Fabricius, welcher im Alter von 24 Jahren starb.

## Werke
- De Christo unico ac perpetuo ecclesiae fundamento. 1705.
- De impositione nominis Evae. 1711.
- De impositione nominis Noachi. 1712.
- De impositione nominis Sethi. 1712.
- Redevoering over eens Christens voorzigtigen ouderdom. Leiden, o. J.
- Redevoering over de schriftgeleerden,onderwezen in het koningrijk der Hemelen. Leiden 1717.
- De oratore sacro. Leiden 1722.
- Heilige Redevoerder. Leiden, o. J.
- De sacerdotio Christi juxta ordinem Melchisedeci. 1720, in Niederländisch: Leiden 1740.
- Belijdenis Predicatie, of Christen Godgeleerdheid, ontworpen uijt de woorden van den Heere Jezus Christus. Leiden 1723.
- Oratio in natalem centesimum et quinquagesimum Academiae Batavae, quae est Lugduni Batavorum. Leiden, 1725; ins niederländische übersetzt durch Dirk Smout: Leiden 1725.
- Christologica Noachica et Abrahamica. Leiden 1727.
- Voorbeeld der gezonde woorden. Leiden 1729.
- Leerrede op de vernieuwde kerk te Hoogmade. Leiden 1730 (books.google.de).
- De Fide Christiana Patriarcharum et Prophetarum. Leiden 1730.
- Leerreden over Num. XX vs. 25-28, ter bevestiging van Ds. J. van den Honert. Leiden 1734.
- Predicatiën en Leerredenen. Leiden und Utrecht, 1735 (Mit J. van den Honert).
- Theologia Christiana ex solis Christi verbis. Leiden 1735.
- Leerreden over 2 Chron. V. vs. 11-14, ter opening der Zuid-Hollandsche Synode te Gorinchem. Gorinchem 1736.
- Kerkelijke Redevoering van Fr. Fabricius over Psalm XXXIV:12-19, openlijk uitgesproken den24 November des jaars 1737, toen hij zijne jubilé-predikatie deed over zijnen vijftigjarigen dienst in de christen-gemeente, eerst te Velzen,en vervolgens te Leiden. Leiden 1738.
- Acht Academische en Kerklijke Redevoeringen. Leiden, o. J.
- Geschiedenis der oude Israëlitische Kerk. Leiden 1740.
- Opera omnia Philologica, Theologica, Exegetica et Oratoria. Leiden 1717.